# Яшоварман II
Яшоварман II (кхмер. យឝោវម៌្មទី២) — император Кхмерской империи (1160—1166).

## Биография
Происхождение неизвестно.
Клод Жак полагает, что он сменил Дхараниндравармана II на престоле правителя ещё в 1160 году.
Американский исследователь Ларри Бриггс полагает, что Яшоварман II состоял в родстве с семьёй Дхараниндравармана и Джаявармана, а именно с династией Махидхарапура.
Надпись в храме Бантеай Чхма свидетельствует о том, что во время его правления вспыхнул дворцовый мятеж под предводительством Бхарата Раху (неизвестно точно — был ли это один человек или их было двое), по мнению Бриггса — это было классовое восстание. Положение спасло вмешательство принца Индракумары, сына будущего короля Кхмерской империи Джаявармана VII.
Яшоварман II был убит одним из своих советников в 1166 году, который короновался, приняв имя Трибхуванадитьяварман.